# Liste der Einträge im National Register of Historic Places im Allamakee County

Lage des Allamakee County in Iowa

Die Liste der Registered Historic Places im Allamakee County in Iowa führt alle 21 Bauwerke und historische Stätten im Allamakee County auf, die in das National Register of Historic Places aufgenommen wurden.

## Legende
| NRHP | Historic Place    |
| HD   | Historic District |

## Aktuelle Einträge
| Lfd. Nr. | Name                                                                      | Bild           | Jahr der Eintragung | Adresse/Lage | Ort                     | ID-Nr.   | Beschreibung                                             |
| -------- | ------------------------------------------------------------------------- | -------------- | ------------------- | --- | ----------------------- | -------- | -------------------------------------------------------- |
| 1        | Allamakee County Court House                                              |                | 2003                | 110 Allamakee Street 43° 16′ 13″ N, 91° 28′ 32″ W                                                                                         | Waukon                  | 03000827 | das derzeitige Courthouse des Allamekee County           |
| 2        | Allamakee County Courthouse                                               |                | 1977                | 107 Allamakee Street 43° 16′ 15″ N, 91° 28′ 31″ W                                                                                         | Waukon                  | 77000492 | das zweite und vorletzte Courthouse des Allamakee County |
| 3        | Effigy Mounds National Monument                                           | weitere Bilder | 1966                | 3 Meilen nördlich von Marquette am Iowa Highway 76 43° 5′ 33″ N, 91° 11′ 46″ W                                                            | Marquette               | 66000109 | zu einem großen Teil im Clayton County                   |
| 4        | Fish Farm Mounds State Preserve                                           |                | 1988                | | New Albin               | 88001131 |                                                          |
| 5        | Otto J. Hager House                                                       |                | 1985                | 402 Allamakee Street 43° 16′ 22″ N, 91° 28′ 20″ W                                                                                         | Waukon                  | 85001383 |                                                          |
| 6        | Iron Post                                                                 | weitere Bilder | 1976                | Nordende der Main Street 43° 30′ 3″ N, 91° 16′ 59″ W                                                                                      | New Albin               | 76000732 |                                                          |
| 7        | G. Kerndt and Brothers Elevator and Warehouses, No. 11, No. 12 and No. 13 |                | 1979                | Front Street 43° 21′ 33″ N, 91° 13′ 20″ W                                                                                                 | Lansing                 | 79000881 |                                                          |
| 8        | G. Kerndt & Brothers Office Block                                         |                | 1982                | 4th Street Ecke Main Street 43° 21′ 36″ N, 91° 13′ 9″ W                                                                                   | Lansing                 | 82000402 |                                                          |
| 9        | Lansing Fisheries Building                                                |                | 1991                | zwischen County Highway X-52 und dem Mississippi River 43° 21′ 38″ N, 91° 12′ 48″ W                                                       | Lansing                 | 91001832 |                                                          |
| 10       | Lansing Main Street Historic District                                     |                | 2014                | 100–401 Main Street, 1 block nordwärts und südwärts an der Front und der 2nd Street, und die 190 John Street 43° 21′ 43″ N, 91° 12′ 59″ W | Lansing                 | 14000624 |                                                          |
| 11       | Lansing Stone School                                                      |                | 1973                | Center Street Ecke 5th Street 43° 21′ 38″ N, 91° 13′ 16″ W                                                                                | Lansing                 | 73000721 |                                                          |
| 12       | Fred W. Meier Round Barn                                                  |                | 1986                | Abseits des Iowa Highway 9 43° 14′ 3″ N, 91° 28′ 34″ W                                                                                    | Ludlow                  | 86001411 |                                                          |
| 13       | Monsrud Bridge                                                            |                | 1998                | Swebakken Road über den Paint Creek 43° 13′ 9″ N, 91° 19′ 36″ W                                                                           | Waterville              | 98000771 |                                                          |
| 14       | Old Allamakee County Courthouse                                           |                | 1983                | 2nd Street 43° 21′ 35″ N, 91° 13′ 5″ W | Lansing                 | 83000338 | das erste Courthouse des Allamakee County                |
| 15       | Old East Paint Creek Lutheran Church                                      |                | 1983                | Nordrand von Waterville an der County Road A-52 43° 15′ 52″ N, 91° 16′ 11″ W                                                              | Waterville              | 83000339 |                                                          |
| 16       | Thomas Reburn Polygonal Barn                                              |                | 1986                | Abseits des Iowa Highway 26 43° 29′ 32″ N, 91° 18′ 11″ W4                                                                                 | New Albin               | 86001413 |                                                          |
| 17       | Red Bridge                                                                | weitere Bilder | 1998                | Brücke der Fuel Hollow Road über den Yellow River 43° 7′ 51″ N, 91° 25′ 28″ W                                                             | Postville               | 98000773 |                                                          |
| 18       | Slinde Mounds State Preserve                                              |                | 1989                | | Hanover Township        | 88001132 |                                                          |
| 19       | Turner Hall                                                               | weitere Bilder | 2000                | 119 East Greene Street 43° 5′ 5″ N, 91° 34′ 30″ W                                                                                         | Postville               | 00000921 |                                                          |
| 20       | Upper Iowa River Bridge                                                   |                | 25. Juni 1998       | Brücke der Mays Prairie Road über den Upper Iowa River 43° 25′ 57″ N, 91° 24′ 43″ W                                                       | Dorchester              | 98000772 |                                                          |
| 21       | Waterloo Ridge Lutheran Church                                            |                | 21. Juli 2015       | 169 Dorchester Drive 43° 29′ 8″ N, 91° 36′ 1″ W                                                                                           | Umgebung von Dorchester | 15000435 |                                                          |

## Frühere Einträge
| Lfd. Nr. | Name                    | Bild | Jahr der Eintragung | Adresse/Lage                                    | Ort       | ID-Nr.   | Beschreibung                                            |
| -------- | ----------------------- | ---- | ------------------- | ----------------------------------------------- | --------- | -------- | ------------------------------------------------------- |
| 1        | Postville Public School |      | 1984                | 110 Allamakee Street 43° 5′ 5″ N, 91° 34′ 16″ W | Postville | 84001200 | Im Jahr 1987 abgerissen und aus dem Register gestrichen |